# Рапчани
Рапчани (серб. Рапћани) — населенный пункт (деревня) в общине Дервента, который принадлежит энтитету Республике Сербской, Босния и Герцеговина. По результатам югославской переписи населения 1991 года в Рапчанях проживало 240 человек.

## Население
В населении деревни преобладают сербы, у остальных национальностей численность незначительная.
| 1961                           | 1971 | 1981 | 1991 | - | - | - |
| ------------------------------ | ---- | ---- | ---- | - | - | - |
| 266                            | 267  | 250  | 240  | - | - | - |
| Гистограмма динамики населения |      |      |      |   |   |   |

### Национальный состав
1991 год:
- Сербы — 229 человек (95,42 %)
- Хорваты — 6 человек (2,50 %)
- Югославы — 2 человека (0,83 %)
- Мусульмане — 0 человек (0,00 %)
- Другие — 3 человека (1,25 %)